# Bazarella wostocka
Bazarella wostocka är en tvåvingeart som beskrevs av Wagner 1994. Bazarella wostocka ingår i släktet Bazarella och familjen fjärilsmyggor. Inga underarter finns listade i Catalogue of Life.